# Josef Topič
Josef Topič (30. března 1848 Přelouč – 27. května 1932 Palmerston) byl český cestovatel, zahradník a farmář dlouhodobě žijící na Novém Zélandu. Patřil k jedněm z prvních českých osadníků této souostrovní země. Jeho mladším bratrem byl v Austrálii žijící přírodovědec a lovec Alois Topič.

## Život
Narodil se ve východočeské Přelouči v rodině zahradníka a měšťana Václava Topiče a jeho manželky Anny, rozené Formánkové. Vychodil obecnou školu v Přelouči, následně pak reálku v Kolíně a Pardubicích. Vystudoval chemii na pražské technice, poté byl zaměstnán v cukrovarech v Opatovicích nad Labem, Přelouči a v Kolíně.
Roku 1874 se rozhodl odcestovat z vlasti a vydal se z Evropy německým parníkem Humboldt ke břehům Brazílie, obeplul mys Dobré naděje a v únoru roku 1875 pak vystoupil v novozélandském městě Foxton. Zde následně žil a pokoušel se zde živit jako zahradník a malíř reklamních nápisů. Jeho bratr Alois se zatím roku 1876 přestěhoval do Austrálie. Josef se však nakonec roku 1882 přeplavil za lepším životem do USA. Zde se plavil po řece Mississippi, navštívil New Orleans, Houston a San Antonio v Texasu. V květnu 1884 se pak měl nacházet v egyptském Port Saidu, roku 1884 se potom usadil v Sydney. Od prosince 1886 pak žil v novozélandském Palmerstonu, kde pak provozoval vlastní farmu. Roku 1889 se oženil s dívkou českého původu. Od roku 1907 bydlel v Hyma Tange nedaleko Palmerstonu, kde hospodařil na vlastní farmě.
Zemřel 27. května 1932 v Palmerstonu ve věku 84 let.